# 웹 게임
브라우저 게임(browser game) 또는 웹  게임(web game)은 인터넷 연결로 즐길 수 있는 비디오 게임을 뜻한다. 스마트폰 사용으로 게임을 접하던 2010년대 중반과 다르게 2000년대 초반엔 컴퓨터를 통해 게임을 즐기는 경우가 대다수였다. 그 시기에는 컴퓨터의 브라우저로 웹 상의 게임 즐기기가 가능했다. 원래 해당 시기에 그 게임은 웹 브라우저 게임이라고 부르는 것이 일반적이었다. 그러나 한국의 경우엔 편의상 웹 게임이라고 줄여서 불렸다. 그리고 그 게임은 플래시 기반 게임이 업로드됐다하여 플래시 게임(flash game)으로 불리기도 했다. php를 기반으로 제작된 게임도 있다. ( 보관됨 2021-08-21 - 웨이백 머신,  보관됨 2021-08-23 - 웨이백 머신)

## 개요
컴퓨터 게임은 응용 소프트웨어의 일종으로서 특정의 컴퓨터나 운영 체제 위에서 움직이는 것이 개발되어 왔다. 2000년대 초기에는 자바 애플리케이션이나 어도비 플래시와 같이, 베이스가 되는 컴퓨터가 다른 경우에서도, 각각의 다른 실행 환경용으로 프로그램을 준비하지 않고도 공통의 프로그램을 실행시킬 수 있게 되었다. 웹 게임은 본래 텍스트를 기반으로 즐기는 머드 게임에서 유래되었다. 그 게임은 인터넷만 연결돼 있으면 쉽게 이용할 수 있었다. 그 당시 그 게임 구조도 일반적인 PC 게임 소프트웨어에 비해 간단했는데 그 이유로 컴퓨터 사양의 제약을 크게 받지 않았다. 그 중에서도 어도비 플래시로 작성된 컴퓨터 게임은 운영 체제나 브라우저의 종류에 관계없이 즐길 수 있는 콘텐츠가 되었다. 다운로드를 하는 게임과 달리, 웹상에서의 가독성으로 쉽게 즐길 수 있어서 넓은 유저층을 확보할 수 있었다. 2010년대 중반에 접어들면서 스마트폰의 애플리케이션이 발달로 웹 게임엔 변화가 찾아왔는데 그 변화란 HTML5 기반의 게임 제작 방식이다. 이 방식 덕분에 사람들은 현재까지도 게임 애플리케이션을 내려받아 놓기만하면 인터넷 연결 없이도 언제 어디서든 자신의 휴대폰 기기로 게임을 즐길 수 있다.

## 역사

### 발전

웹 게임의 역사는 4개 지역과 연관 지을 수 있다.

웹 게임이란 개념이 최초로 생긴것은 1996년 미국에서 제작된 Earth: 2025였다. 한국에는 1997년 마리텔레콤에서 개발한 턴제 전략시뮬레이션 웹 게임인 아크메이지가 최초였으며, 당시 큰 인기를 끌어서 유럽이나 미국, 남미에까지 진출하여 성공을 거두었다. 하지만 적합한 수익구조를 찾지 못해 서비스가 중단되었고 지금은 외국의 팬들이 자체적으로 서비스하며 즐기고 있다.
이후, 유럽 등지에서는 꾸준히 웹 게임 시장이 성장하여 Gameforge사의 오게임을 비롯한 수많은 웹 게임이 성공적인 수익모델을 보여주며 세계 각국으로 진출하고 있으며, 특히 또한, 일본에서는 비상업적인 턴제웹 게임들이 만들어지기 시작해서 일본뿐만 아니라 한국의 웹 게임 매니아층에게도 인기를 끌었다. 하지만 일본계 웹 게임들의 경우 매니아층 중심이고, 비상업적 오픈소스라서 크게 발전하지는 못하고 있다.
웹 게임은 최근 기술의 발전에 따라 무선인터넷과 핸드폰을 주축으로 하는 모바일 환경이 발전하고. 이에 따라 웹 접속 플랫폼이 다양해져 언제 어디서든 편리하게 웹 게임을 즐길 수 있을것으로 보인다.

### 국가별 역사

#### 대한민국
아크메이지가 서비스를 중단한 이후 한국의 웹 게임은 여러 PC게임들과 그래픽을 중시한 온라인 게임들이 강세였다. 그리고 모바일 게임의 등장에 묻혀 거의 매장되다시피 하였다. 그도 그럴게, 한국인의 정서상 게임의 진행속도가 느린 웹 게임은 인기를 끌 수 없었고, 이에 한국의 게임회사들은 웹 게임을 만들지 않았기 때문에 수년 동안 웹 게임은 찾아보기 힘들 지경에 이르렀다.
시간이 흐르고 2006년, 유럽에서 큰인기를 끌던 독일 Gameforge사의 OGame에 한국서버가 생기면서 웹 게임이 거의 사라졌던 한국 웹 게임 시장은 큰 전환점을 맞이한다. 우주를 배경으로 하고 있는 이 게임은 한국서버가 생긴이후 많은 사랑을 받으며 성장하기 시작했고. 이후 Travian이나 Tribal Wars같은 타사 유럽 웹 게임까지 한국서버를 내놓으면서 한국에는 다시 웹 게임이 주목을 받기 시작했다.
후에 한국에 웹 게임을 다루는 커뮤니티들이 생겨나고, 이를 중심으로 한국 웹 게임 시장이 천천히 성장하기 시작. 이후 한국의 The5 사에서 퍼블리싱한 칠용전설이라는 웹 게임이 큰 성공을 거두면서 웹 게임 시장이 빠른 속도로 성장하여 지금에 이르고 있으며, 그동안 온라인 게임에 치중해있던 한국의 거대 게임회사들까지 하나둘 웹 게임 제작에 착수하고 있다.

#### 유럽/미국
유럽의 웹 게임은 온라인 게임 시장의 매출에서 40% 이상을 차지하고 있으며, 주력 게임이라는 인식이 강한 편이다. 플러그인 기반 게임이 주류를 이루고 있으며, 서버 측 동적 게임들도 인기를 끌고 있다.
아크메이지가 서비스를 중단한 이후, 유럽과 미국 등지에선 웹 게임이 꾸준이 성장하여 많은 사람들의 사랑을 받고 있으며, 웹 게임을 제작하는 회사들도 경험이 풍부하여, 게임의 완성도가 높다. 세계 각국으로 진출하는 게임도 많고, 웹 게임시장에선 단연 최고를 자랑한다. 그러나 게임의 운영이 자국중심이고, 해당 국가의 관련 법 들을 지키지 않으며 게임을 관리하는 운영진 역시 해당 국가의 유저들 중에서 뽑는 경우가 많아 운영방식에 대한 논란 이 많다.
현재는 독일의 InnoGames 사에서 '부족전쟁'과 '제국건설'을 한국에 서비스 중이며, 굿게임 스튜디오에서 '굿게임엠파이어'를 서비스하고 있다.

#### 중국
중국의 웹 게임들은 강력한 내수시장을 바탕으로 성장하고 있으며, 중국과 한국은 웹 게임을 수출하기도하고, 공동제작을 하기도 하며, 기술을 전수받기도 하는등 웹 게임 시장에서 밀접한 관계를 맺고 있다. 중국의 웹 게임들은 대체적으로 디자인면에서 아쉬움이 있지만 게임성 자체는 훌륭한것도 많고, 다양한 장르와 종류의 웹 게임들이 많다. 최근에는 한국에 퍼블리싱 되어 서비스 되는 웹 게임들도 있으며, 이들 역시 큰 호응을 얻고 있다.

#### 일본
일본의 웹 게임은 주로 비영리 오픈소스들이 주류를 이루고 있으며, CGI와 PHP를 기반으로한 서버 측 동적 게임이 주류를 이루고 있다. 회사단위로 제작하는 것이 아닌, 개인 단위로 제작하는 것들이 대부분이며, 텍스트 위주의 웹 게임이 대부분이다. 또한 이러한 게임들은 게임운영에 미숙하고 관련 기술이 없는 초보자들도 쉽게 설치할 수 있도록 제작되는 것들이 상당수고, 잘 살려진 웹 게임 고유의 특색은 한국의 웹 게임 매니아층으로 하여금 큰 인기를 끌게 하였다.

## 분류

### 제작방식별 분류

#### 서버 측 동적 게임
서버 측 동적 게임(server-side game)은 HTML을 기반으로 PHP를 많이 사용하며, 웹 게임 매니아층이 많이 즐기는 소규모 오픈소스 웹 게임들의 경우 CGI를 많이 사용한다. 웹 게임을 제작할 때 자바스크립트도 자주 사용되는 편이며 경우에 따라선 Ajax을 사용하여 제작하기도 한다. 좀 더 규모가 큰 웹 게임을 보자면 ASP, JSP, .NET을 사용하기도 한다.
2010년 이후에도 HTML5, WebGL 및 WebAssembly와 같이 Flash 이외의 다른 형식으로 작성된 브라우저 게임은 여전히 인기가 있다. 가장 잘 알려진 게임은 Slither.io, Agar.io, Surviv.io이다.
이러한 방식으로 만드는 웹 게임들은 제작여건상 턴제나 시간단위로 게임의 제약을 주는 경우가 많은데 자칫하면 게임의 완성도가 떨어질 수 있어서 기획단계에 신중을 기해야 한다. 이러한 부분은 게임을 만들면서 단점이 될 수 있지만 학교를 다니거나 회사를 다니면서 틈틈이 즐길 수 있다는 장점이 생기고, 게임이 상당히 가벼운 편이라 직업, 나이, 컴퓨터 성능을 불문하고 자유롭게 즐길 수 있다.

#### 플러그인 기반 게임
플래시나 쇼크웨이브 혹은 자바나 유니티 엔진을 비롯한 각종 플러그인을 바탕으로 제작한 게임들이 주로 플러그인 기반 게임(Plugin-based games)에 속한다. 서버 측 동적 게임에 비해 많이 발전하고 다른 모습을 보여주고 있다. 제작능력에 따라 온라인 게임에 가까운 모습까지 보여주기도 하지만 플러그인을 따로 설치해야하고, 서버 측 동적 게임과는 게임의 구조가 다른 경우도 많아서 웹 게임이 아니라는 지적이 종종 있다. 하지만 일반적인 웹 게임과 마찬가지로 웹브라우저로 즐기고, 컴퓨터 사양의 제약이 낮으며, 플러그인을 기반으로 해도 일반적인 웹 게임과 동일한 구조를 취하고 있는 게임들도 많아서 웹 게임의 한 갈래로 보는 시각이 대부분이다.

## 오해
웹 게임(web browser based game)이란 단어에 사용되는 웹과 게임이란 단어는 다른 종류의 게임들에서도 자주 사용되는 용어이다. 이 때문에 웹 게임에 대한 단어 사용 실수가 종종 있곤한다. 대표적으로 두가지 사례가 있는데, 하나는 인터넷으로 고스톱이나 포커를 즐긴다는 뜻의 웹 보드 게임은 여기서 말하는 웹 게임과는 전혀 다른 용어이다. 또한, 웹과 온라인 게임을 연동시켰다는 뜻의 웹 연동 온라인 게임역시 웹 게임과는 전혀 다른 용어이다.

## 같이 보기
- 웹 기반
- 온라인 게임
- 대규모 다중 사용자 온라인 게임
- HTML
- 플래시 애니메이션
- 플래시 콘텐츠 사이트
- 엽기 게임